# Класифікація радіотехнічних сигналів
Сигнал класифікують за безліччю ознак, які ґрунтуються на фізичних властивостях джерела, їх отримання, або найважливіших параметрах сигналу з
погляду їх використання.
Так сигнали розрізняють за:
- фізичною природою (електричні, електромагнітні, оптичні сигнали тощо)
- належність до того або іншого виду зв'язку (телефонний, телевізійний, телеграфний, фототелеграфний)
- ступенем корисності (корисний сигнал і перешкода)
- ступенем не визначеності (детермінований, випадковий сигнал)

#### Класифікація сигналів на основі істотних ознак відповіднихматематичних моделейсигналів[1]
У часовій області сигнали розрізняють
- за часовою довжиною (фінітний, не фінітний сигнал)

- за регулярністю повторення (періодичний, не періодичний сигнал)

- за характером змінних (аналоговий, цифровий, дискретний, квантовий сигнал)

##### Класифікація сигналів за спектральною областю
- за відносною шириною спектра (широкосмуговий, вузькосмуговий сигнал)
- за функцією в процесі модуляції (сигнал-носій, керуючий-сигнал)
- за областю частот,у якій розташований спектр сигналу(низькочастотний, високочастотний, радіочастотний, сигнал надвисокочастотний)